# Homeboy
Homeboy è un film del 1988 diretto da Michael Seresin. È stato scritto e interpretato da Mickey Rourke che recita la parte di cowboy /pugile autodistruttivo di nome Johnny Walker. Christopher Walken interpreta l'amico e promotore corrotto di Walker, Wesley Pendergass, che lo incoraggia a combattere pur sapendo che un pugno di troppo nel posto sbagliato potrebbe ucciderlo. Il tema musicale del film è stato composto da Eric Clapton.

## Trama
Johnny Walker, un pugile con danni cerebrali ormai in pieno declino, si è appena trasferito in una località balneare. Wesley, un artista elegante ma disonesto, gli propone invano di partecipare a una rapina. Mentre Wesley effettua furti e rapine, Johnny continua a combattere nonostante le sconfitte ma trova l'amore con Ruby, giovane proprietaria di una giostra di cavalli di legno. Nell'ultima rapina, effettuata mentre Johnny combatte, Wesley verrà ucciso; Johnny, menomato dai colpi, torna da Ruby che lo aveva dato per morto e lo piangeva alla giostra.

## Produzione
Opera prima di Michael Seresin, il film è una produzione indipendente a medio budget, fortemente voluta e perseguita per anni da Mickey Rourke per via di alcuni spunti autobiografici. Prima di lavorare nel cinema infatti, Rourke aveva realmente intrapreso la carriera di pugile professionista. Iniziò da giovane a 16 anni, ma rinunciò per dedicarsi alla recitazione. Riprenderà la professione nel 1991 e interpreterà nuovamente il ruolo di un lottatore in The Wrestler del 2008.